# Wen Wang Gua
Wen Wang Gua (文王卦) es un método para interpretar los resultados de la adivinación por medio del I Ching, puesto por escrito por primera vez por Jing Fang durante la dinastía Han, poco antes del tiempo de Cristo. Se basa en asignar trigramas a los troncos celestes y ramas terrenas del calendario chino y usar los elementos de los troncos y ramas para interpretar las líneas de los trigramas y hexagramas del I Ching.  Es muy común entre los consultores profesionales del I Ching en el sureste chino (Hong Kong y Taiwán). Se conoce bajo varios nombres: Liu Yao (seis líneas) se refiere a que interpreta el significado de seis símbolos; el método najia, indica su lógica de valores elementales derivados del calendario chino; Wu Xing Yi (cambios de los cinco elementos); o Wen Wang Ke (lecciones del rey Wen), que puede referirse tanto al verdadero rey Wen (el autor del I Ching), como a 'Wen' que puede significar también 'hombre', el significado aproximado es "lecciones del hombre soberano", una connotación más metafísica.

## Historia
El nombre Wen Wang Gua significa hexagramas adivinatorios del rey Wen (o trigramas, ya que
Gua puede significar tanto hexagrama como trigrama). El rey Wen y su hijo fueron los supuestos
autores del I Ching tal como lo conocemos, alrededor de mil años antes de Cristo. La calificación elemental de los trigramas no era originalmente parte de la tradición asociada con el nombre del rey Wen, sino que parece que deriva de una secuencia de trigramas descrita en la Octava Ala (uno de los apéndices del I Ching tradicionalmente adscritos a Confucio llamados las Diez Alas ). El origen incierto de este esquema, por no decir las otras posibles combinaciones de elementos y trigramas (de acuerdo con los significados originales de los trigramas) da razón de la oscuridad que envuelve al Wen Wang Gua, tanto en China como en el exterior, tanto en internet como en el material impreso. Sin embargo, la relevancia del uso de teorías de correlación con los elementos en esa época puede verse en la literatura que sobrevive, como por ejemplo en los escritos de Dong Zhongshu. Un investigador moderno recalca: "Dong Zhongshu es generalmente recordado como el autor de un sistema detallado de correspondencias en el que todo era correlacionado con una de las cinco fuerzas fundamentales, para que se pueda demostrar que todo estaba interrelacionado de manera ordenada y comprensible." Jing Fang y su maestro Jiao Yanshou estuvieron entre los primeros en aplicar esta forma de pensamiento correlativo a la adivinación por medio del I Ching.

### Valores de los trigramas
Este es el texto del quinto capítulo de la Octava Ala, un apéndice del I Ching, que relaciona los trigramas con las épocas del año, e indirectamente con los elementos:

Rey Wen "Cielo Posterior" bagua

"Dios sale a relucir en Kan (a Su trabajo productivo); trae (Sus procesos) a plena y equivalente acción en Sun; se manifiestan unos a otros en Li; prestan el mayor servicio a Él en Khwan; Él se regocija en Tui; Él se esfuerza en Khien; Él se conforta y entra en descanso en Khan; y completa (el trabajo del año) en Kăn."

Fuxi "Cielo Anterior" bagua

Kan y Sun (☳ y ☴) se relacionan con la madera, el primer elemento del calendario chino, luego Li (☲) con el fuego, Khwan (☷) con la tierra, Tui y Khien (☱ y ☰) con el metal, y Khan (☵) con el agua. Así es como los elementos aparecen en su ciclo generativo, que los correlaciona con las épocas del año y los trigramas. El trigrama Kǎn (☶), relacionado con la tierra, se ha puesto al final de la secuencia porque en él se dice que Dios ha completado Su trabajo, y esto debe aparecer para nosotros al final, aunque desde el punto de vista de Su relación con la creación el trabajo en realidad terminó después de Khwan, después de recibir el mayor servicio y antes de hacer Su propio regocijo y esfuerzos.
El segundo capítulo de la Octava Ala relaciona las posiciones de las líneas de arriba, el medio y abajo, con el cielo, el hombre, y la tierra respectivamente. Las líneas se leen de abajo hacia arriba.
El diagrama que sigue muestra la secuencia de trigramas tradicionalmente atribuida a Fuxi (3000 a. C.) Aparece por primera vez en los escritos de Shao Yong en el siglo XI y parece que se trata de una sucesión de números binarios.
Considerando el yin y yang (⚋ y ⚊) como los números binarios 0 y 1, los números decimales que corresponden a las líneas yang son: arriba: 1, medio: 2, y abajo: 4.
| elemento       | metal | metal | fuego | madera | madera | agua | tierra | tierra |
| -------------- | ----- | ----- | ----- | ------ | ------ | ---- | ------ | ------ |
| trigramas      | ☰     | ☱     | ☲     | ☳      | ☴      | ☵    | ☶      | ☷      |
| número binario | 111   | 110   | 101   | 100    | 011    | 010  | 001    | 000    |
| número decimal | 7     | 6     | 5     | 4      | 3      | 2    | 1      | 0      |

### Jing Fang
Larry James Shulz escribe en su disertación Lai Chih-Te, (1525-1604) y la fenomenología del  “Clásico de los Cambios” (Yìjīng):
"Es el nombre de Jing Fang el que aparece asociado con la más temprana aparición de numerosos otros artilugios explicativos e integrantes, entre ellos la aplicación sistemática de los "trigramas nucleares (hùtǐ 互體 o zhōngyáo 中爻)" -- las líneas dos a cuatro y tres a cinco consideradas separadamente -- para expresar las propiedades verbales de los hexagramas; los "ocho palacios (bā gōng 八宮)” sistema de agrupar los hexagramas (...); y la incorporación de las cinco fases (wǔxíng 五行), los "troncos celestes (tiāngān 天干)”, y las "ramas terrenas (dìzhī 地支)”, designados a amplificar las figuras lineales de los Cambios en lo se llama la teoría “nàjiǎ 納甲”"
Más sobre este sistema se puede encontrar en "Una Historia de la Filosofía China" de Fung Yu-lan.

### Valores de las líneas
Jing Fang asigna elementos de los troncos y ramas a las líneas de los trigramas (los trigramas enteros ya tenían sus propios elementos). Los valores de los trigramas para los troncos celestes y ramas terrenas a continuación indican valores para cada línea de los trigramas, no para los trigramas enteros.
| Troncos Celestiales | triagrama | elemento |
| ------------------- | --------- | -------- |
| Jia 甲              | ☰         | madera   |
| Yi 乙               | ☷         | madera   |
| Bing 丙             | ☶         | fuego    |
| Ding 丁             | ☱         | fuego    |
| Wu 戊               | ☵         | tierra   |
| Ji 己               | ☲         | tierra   |
| Geng 庚             | ☳         | metal    |
| Xin 辛              | ☴         | metal    |
| Ren 壬              | ☰         | agua     |
| Gui 癸              | ☷         | agua     |

Para las ramas terrenas los elementos corresponden a líneas de los trigramas doblados (hexagramas). La rama adscrita a un trigrama sirve de punto de arranque para elementos en secuencia yang o yin dependiendo del valor yin o yang del trigrama. Por ejemplo, ☳ es un trigrama yang, así es que las líneas del hexagrama que está hecho al doblarlo (no. 51) tienen elementos de agua, madera, tierra, fuego, metal, tierra, que corresponden a la secuencia yang de ramas comenzando con Rata. De acuerdo con los troncos celestes, cada línea del hexagrama tiene también un valor elemental de metal. Cuando un hexagrama cualquiera tiene un trigrama ☳, si es el de abajo, se le asigna los valores del trigrama inferior del hexagrama 51, si es uno superior, se le asigna los valores del superior. Los valores de los trigramas yin se obtienen de la misma manera, excepto que la secuencia de valores yin se invierte (en vez de ir para adelante se va para atrás). Por lo tanto los valores del hexagrama no. 2, hecho al doblar el ☷ trigrama, por ejemplo, son tierra, fuego, madera, tierra, agua, metal. En el caso de los trigramas ☰ y ☷, ya que aparecen dos veces en los troncos celestes, si son un trigrama inferior tienen los valores de su primera aparición, y si son uno superior el de la segunda aparición. Así que las líneas del trigrama inferior del hexagrama no. 2 son madera y las líneas del trigrama superior son agua.
|    | rama terrena | nombre mandarín | zodiaco chino | triagrama | elemento |
| -- | ------------ | --------------- | ------------- | --------- | -------- |
| 1  | 子           | zǐ              | Rata          | ☰,☳       | agua     |
| 2  | 丑           | chǒu            | Búfalo        | ☴         | tierra   |
| 3  | 寅           | yín             | Tigre         | ☵         | madera   |
| 4  | 卯           | mǎo             | Conejo        | ☲         | madera   |
| 5  | 辰           | chén            | Dragón        | ☶         | tierra   |
| 6  | 巳           | sì              | Serpiente     | ☱         | fuego    |
| 7  | 午           | wǔ              | Caballo       | Yang      | fuego    |
| 8  | 未           | wèi             | Cabra         | ☷         | tierra   |
| 9  | 申           | shēn            | Mono          | Yang      | metal    |
| 10 | 酉           | yǒu             | Gallo         | Yin       | metal    |
| 11 | 戌           | xū              | Perro         | Yang      | tierra   |
| 12 | 亥           | hài             | Cerdo         | Yin       | agua     |

## Ocho casas
Las ocho casas son una manera de asignar elementos a los hexagramas. Esto sirve para identificar la línea que tiene el mismo elemento que el hexagrama entero y establecer un orden e importancia de relaciones entre las líneas del hexagrama. Hay diferentes maneras de agrupar las casas.
Cada casa comienza con un hexagrama hecho al doblar un trigrama. Las líneas 1 a 5 se cambian para producir los primeros 6 hexagramas, la línea cuarta del hexagrama 6 se cambia para formar al hexagrama 7, y se cambian las primeras tres líneas del hexagrama 7 para producir el hexagrama 8. Estos ocho hexagramas tienen el mismo elemento que el hexagrama original, hecho al doblar un trigrama.
Por ejemplo, esta es la casa del primer hexagrama:

## Mei Hua Yi
Tradicionalmente se asocia el Mei Hua Yi (Cambios de la Flor de Ciruelo) con el nombre de Shao Yung. Es un sistema que utiliza los números de las fechas del calendario chino para obtener hexagramas. La interpretación, sin embargo, utiliza valores Wen Wang Gua de los trigramas, en vez de las líneas.

## Ho Lo Li Shu
También asociado con Shao Yung, el sistema de Ho Lo Li Shu (Mapa Ho y Escritura Li) es en cierto modo lo opuesto del Mei Hua. En él son las correspondencias Wen Wang Gua entre trigramas y calendario que se usan para obtener los hexagramas. Es un complejo sistema numérico con su propia manera única de interpretar los resultados.